# Skeleton-Intercontinentalcup 2014/15
Der Skeleton-Intercontinentalcup 2014/15 ist eine von der Fédération Internationale de Bobsleigh et de Tobogganing (FIBT) veranstaltete Rennserie, die zum achten Mal ausgetragen wird und zum Unterbau des Weltcups gehört. Die Ergebnisse der acht Saisonläufe an fünf Wettkampforten fließen in das FIBT-Skeleton-Ranking 2014/15 ein.

## Teilnahmequoten
Die Quotenplätze für die einzelnen nationalen Verbände wurden anhand des FIBT-Rankings aus der Vorsaison folgendermaßen vergeben:
- Männer:
  - 3 Startplätze:  Deutschland,  Kanada,  Vereinigte Staaten,  Russland
  - 2 Startplätze:  Vereinigtes Königreich,  Japan,  Österreich,  Schweiz,  Italien,  Australien
  - alle anderen Nationen 1 Startplatz
- Frauen:
  - 3 Startplätze:  Deutschland,  Kanada,  Russland,  Vereinigte Staaten*
  - 2 Startplätze:  Vereinigtes Königreich,  Australien,  Italien*,  Niederlande*
  - alle anderen Nationen 1 Startplatz

(Die mit * gekennzeichneten Nationen erhielten ihre Startplätze durch eine Ausnahmeregelung, da die neue Verteilung der Quotenplätze erst nach Ende der Vorsaison beschlossen wurde.)

## Männer

### Veranstaltungen
| Datum             | Ort         | Sieger              | Zweiter           | Dritter            |
| ----------------- | ----------- | ------------------- | ----------------- | ------------------ |
| 22. November 2014 | Lillehammer | Alexander Mutowin   | Pawel Kulikow     | Anton Batujew      |
| 28. November 2014 | Königssee   | Alexander Tretjakow | Nikita Tregubow   | Martin Rosenberger |
| 29. November 2014 | Königssee   | Alexander Tretjakow | Nikita Tregubow   | Martin Rosenberger |
| 6. Dezember 2014  | Winterberg  | Alexander Tretjakow | Nikita Tregubow   | Sergei Tschudinow  |
| 16. Januar 2015   | Whistler    | Anton Batujew       | Pawel Kulikow     | Paul Fraser        |
| 17. Januar 2015   | Whistler    | Anton Batujew       | Pawel Kulikow     | Paul Fraser        |
| 24. Januar 2015   | Calgary     | Pawel Kulikow       | Alexander Mutowin | Anton Batujew      |
| 25. Januar 2015   | Calgary     | Pawel Kulikow       | Anton Batujew     | Alexander Mutowin  |

### Einzelwertung
Endstand nach 8 Rennen
| Platz | Sportler          | Land                   | LIL | KOE 1 | KOE 2 | WIN | WHI 1 | WHI 2 | CAL 1 | CAL 2 | Punkte |
| ----- | ----------------- | ---------------------- | --- | ----- | ----- | --- | ----- | ----- | ----- | ----- | ------ |
| 01    | David Swift       | Vereinigtes Königreich | 8   | 16    | 7     | 11  | 11    | 10    | 6     | 4     | 604    |
| 02    | Paul Fraser       | Kanada                 | 7   | 17    | 15    | 13  | 3     | 3     | 7     | 12    | 592    |
| 03    | Pawel Kulikow     | Russland               | 2   | –     | –     | –   | 2     | 2     | 1     | 1     | 570    |
| 04    | Anton Batujew     | Russland               | 3   | –     | –     | –   | 1     | 1     | 3     | 2     | 554    |
| 05    | Patrick Rooney    | Kanada                 | –   | 23    | 12    | 10  | 6     | 4     | 4     | 6     | 529    |
| 06    | Alexander Mutowin | Russland               | 1   | –     | –     | –   | 9     | 8     | 2     | 3     | 488    |
| 07    | Marco Rohrer      | Schweiz                | 13  | 12    | 19    | 6   | 18    | 16    | 12    | 14    | 457    |
| 08    | Allen Blackwell   | Vereinigte Staaten     | 14  | 23    | 20    | 15  | 8     | 6     | 14    | 13    | 451    |
| 09    | Dominic Rady      | Deutschland            | 6   | 5     | 6     | 4   | –     | –     | –     | –     | 364    |
| 10    | Michael Zachrau   | Deutschland            | 4   | 6     | 4     | 7   | –     | –     | –     | –     | 364    |

## Frauen

### Veranstaltungen
| Datum             | Ort         | Siegerin           | Zweite             | Dritte          |
| ----------------- | ----------- | ------------------ | ------------------ | --------------- |
| 22. November 2014 | Lillehammer | Rose McGrandle     | Jacqueline Lölling | Anna Fernstädt  |
| 28. November 2014 | Königssee   | Jacqueline Lölling | Rose McGrandle     | Anna Fernstädt  |
| 29. November 2014 | Königssee   | Jacqueline Lölling | Rose McGrandle     | Anna Fernstädt  |
| 6. Dezember 2014  | Winterberg  | Jacqueline Lölling | Jane Channell      | Marija Orlowa   |
| 16. Januar 2015   | Whistler    | Donna Creighton    | Cassie Hawrysh     | Julija Kanakina |
| 17. Januar 2015   | Whistler    | Jaclyn LaBerge     | Olga Potylizyna    | Cassie Hawrysh  |
| 24. Januar 2015   | Calgary     | Micaela Widmer     | Madison Charney    | Donna Creighton |
| 25. Januar 2015   | Calgary     | Jaclyn LaBerge     | Madison Charney    | Micaela Widmer  |

### Einzelwertung
Endstand nach 8 Rennen
| Platz | Sportlerin         | Land                   | LIL | KOE 1 | KOE 2 | WIN | WHI 1 | WHI 2 | CAL 1 | CAL 2 | Punkte |
| ----- | ------------------ | ---------------------- | --- | ----- | ----- | --- | ----- | ----- | ----- | ----- | ------ |
| 01    | Donna Creighton    | Vereinigtes Königreich | 11  | 6     | 9     | 6   | 1     | 6     | 3     | 6     | 718    |
| 02    | Micaela Widmer     | Schweiz                | 10  | 16    | 8     | 13  | 6     | 5     | 1     | 3     | 662    |
| 03    | Cassie Hawrysh     | Kanada                 | 13  | 14    | 11    | 9   | 2     | 3     | 8     | 7     | 636    |
| 04    | Olga Potylizyna    | Russland               | –   | 5     | 12    | 10  | 8     | 2     | 5     | 4     | 606    |
| 05    | Megan Henry        | Vereinigte Staaten     | 14  | 10    | 15    | 14  | 5     | 7     | 7     | 8     | 576    |
| 06    | Jaclyn LaBerge     | Kanada                 | –   | 22    | 22    | 17  | 4     | 1     | 4     | 1     | 532    |
| 07    | Jacqueline Lölling | Deutschland            | 2   | 1     | 1     | 1   | –     | –     | –     | –     | 470    |
| 08    | Julija Kanakina    | Russland               | 6   | –     | –     | –   | 3     | 4     | 6     | 5     | 466    |
| 09    | Veronica Day       | Vereinigte Staaten     | 12  | 20    | 18    | 18  | 10    | 11    | 9     | 10    | 466    |
| 10    | Kellie Delka       | Vereinigte Staaten     | 15  | 23    | 17    | 19  | 12    | 10    | 13    | 11    | 422    |